# Pradeep Sanjaya Uggl Dena Pathirannehelag
Pradeep Sanjaya Uggl Dena Pathirannehelag (29 de abril de 1986) es un deportista esrilanqués que compitió en atletismo adaptado. Ganó una medalla de bronce en los Juegos Paralímpicos de Londres 2012 en la prueba de 400 m (clase T46).

## Palmarés internacional
| Juegos Paralímpicos | Juegos Paralímpicos   | Juegos Paralímpicos | Juegos Paralímpicos |
| Año                 | Lugar                 | Medalla             | Prueba              |
| ------------------- | --------------------- | ------------------- | ------------------- |
| 2012                | Londres (Reino Unido) | Medalla de bronce   | 400 m T46           |